# Robert L. Bacon

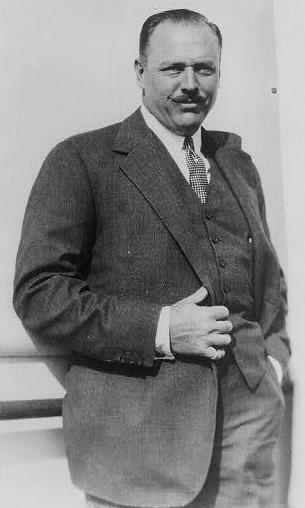
Robert L. Bacon

Robert Low Bacon (* 23. Juli 1884 in Jamaica Plain, Boston, Massachusetts; † 12. September 1938 in Lake Success, New York) war ein US-amerikanischer Politiker und Offizier in der United States Army. Zwischen 1923 und 1938 vertrat er den Bundesstaat New York im US-Repräsentantenhaus.

## Werdegang
Robert Low Bacon, Sohn von Robert Bacon und Bruder von Gaspar G. Bacon, besuchte öffentliche Schulen. Er graduierte 1907 an der Harvard University und 1910 an der Harvard Law School. Danach arbeitete er in den Jahren 1910 und 1911 für das US-Finanzministerium. Im letzten Jahr zog er nach Old Westbury (New York) um in New York City Bankgeschäften nachzugehen. Er nahm 1915 am Business Men’s Military Training Camp in Plattsburgh teil. Dann diente er 1916 in der New York National Guard an der Grenze von Texas. Nach dem Kriegseintritt der Vereinigten Staaten in den Ersten Weltkrieg verpflichtete er sich am 24. April 1917 in der US-Army. Während seiner Dienstzeit erhielt er die Army Distinguished Service Medal verliehen. Bei seiner Entlassung am 2. Januar 1919 bekleidete er den Dienstgrad eines Majors. Im selben Jahr trat er als Lieutenant Colonel in die United States Officers’ Reserve Corps ein. Im Januar 1923 wurde er zum Colonel befördert und diente bis zu seinem Tod.
Politisch gehörte er der Republikanischen Partei an. Er nahm an mehreren Staatskonventen teil. 1920 vertrat er seinen Staat als Delegierter bei der Republican National Convention in Chicago. Bei den Kongresswahlen des Jahres 1922 wurde Bacon im ersten Wahlbezirk von New York in das US-Repräsentantenhaus in Washington, D.C. gewählt, wo er am 4. März 1923 die Nachfolge von Frederick C. Hicks antrat. Bacon wurde sieben Mal in Folge wiedergewählt. In dieser Zeit wurde der Davis–Bacon Act 1931 verabschiedet und Franklin D. Roosevelt 1932 zum Präsidenten gewählt. Bacon war ein führender Gegner seiner New-Deal-Reformen im Kongress. Auf dem Weg von einem Besuch in New York City verstarb er am 12. September 1938 an den Folgen eines Herzinfarkts in Lake Success. Sein Leichnam wurde auf dem Arlington National Cemetery beigesetzt.
Sein Bruder Gaspar G. Bacon war zwischen 1929 und 1932 Präsident des Senats von Massachusetts und zwischen 1933 und 1935 Vizegouverneur von Massachusett. Der Schauspieler Gaspar G. Bacon junior, besser bekannt als David Bacon, war sein Neffe.